# Stará Boleslav
Stará Boleslav (německy Alt-Bunzlau) je bývalé město a historicky významné místo. Nachází se v okrese Praha-východ a od roku 1960 tvoří jednu z částí souměstí Brandýs nad Labem-Stará Boleslav. Historické jádro města je od roku 1992 městskou památkovou zónou. Boleslav se stala také nejstarším poutním místem v českých zemích spojeným se svatováclavskou (Národní svatováclavská pouť) tradicí i mariánským kultem.

## Historie

### Středověk

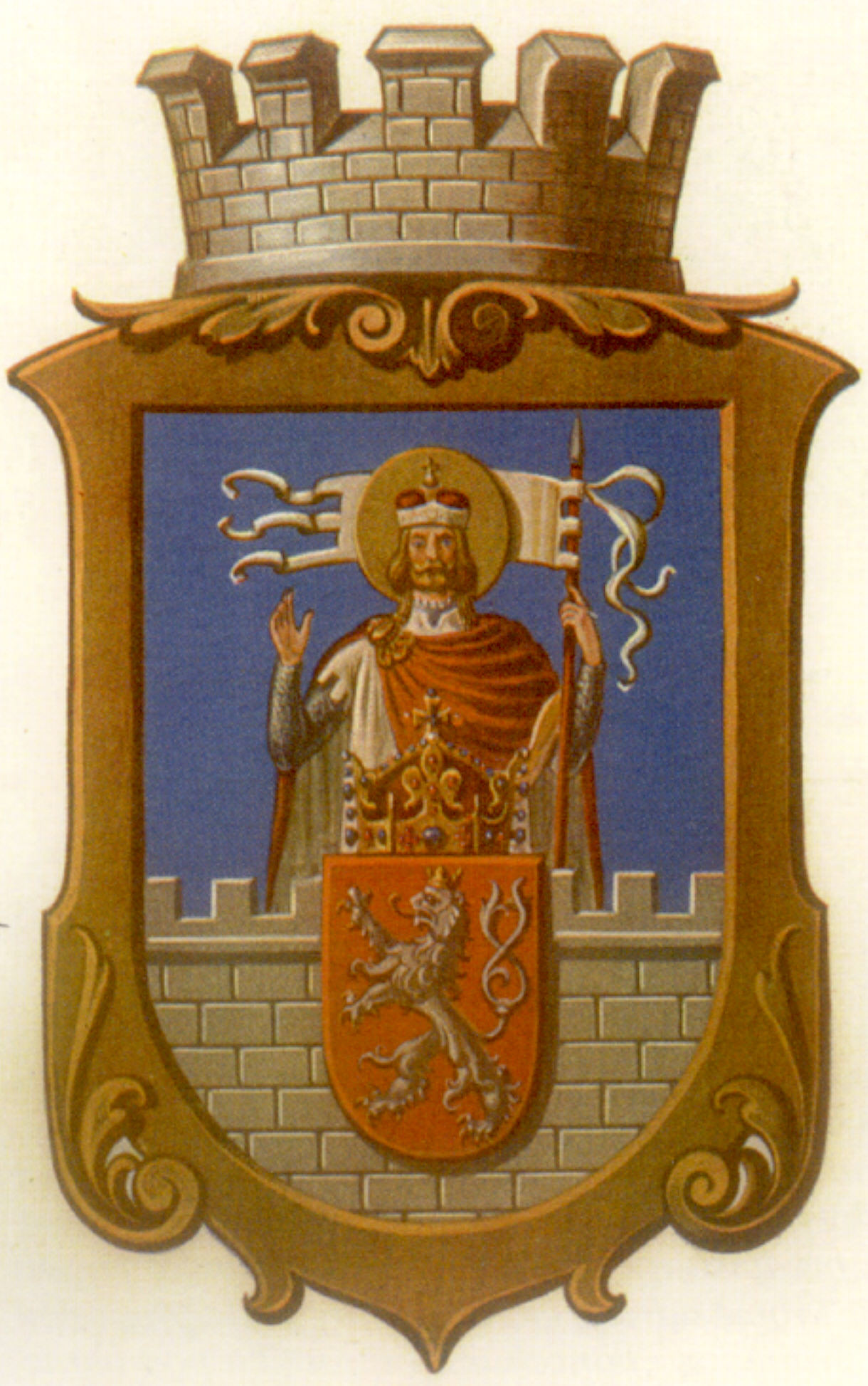
Historický znak města Stará Boleslav

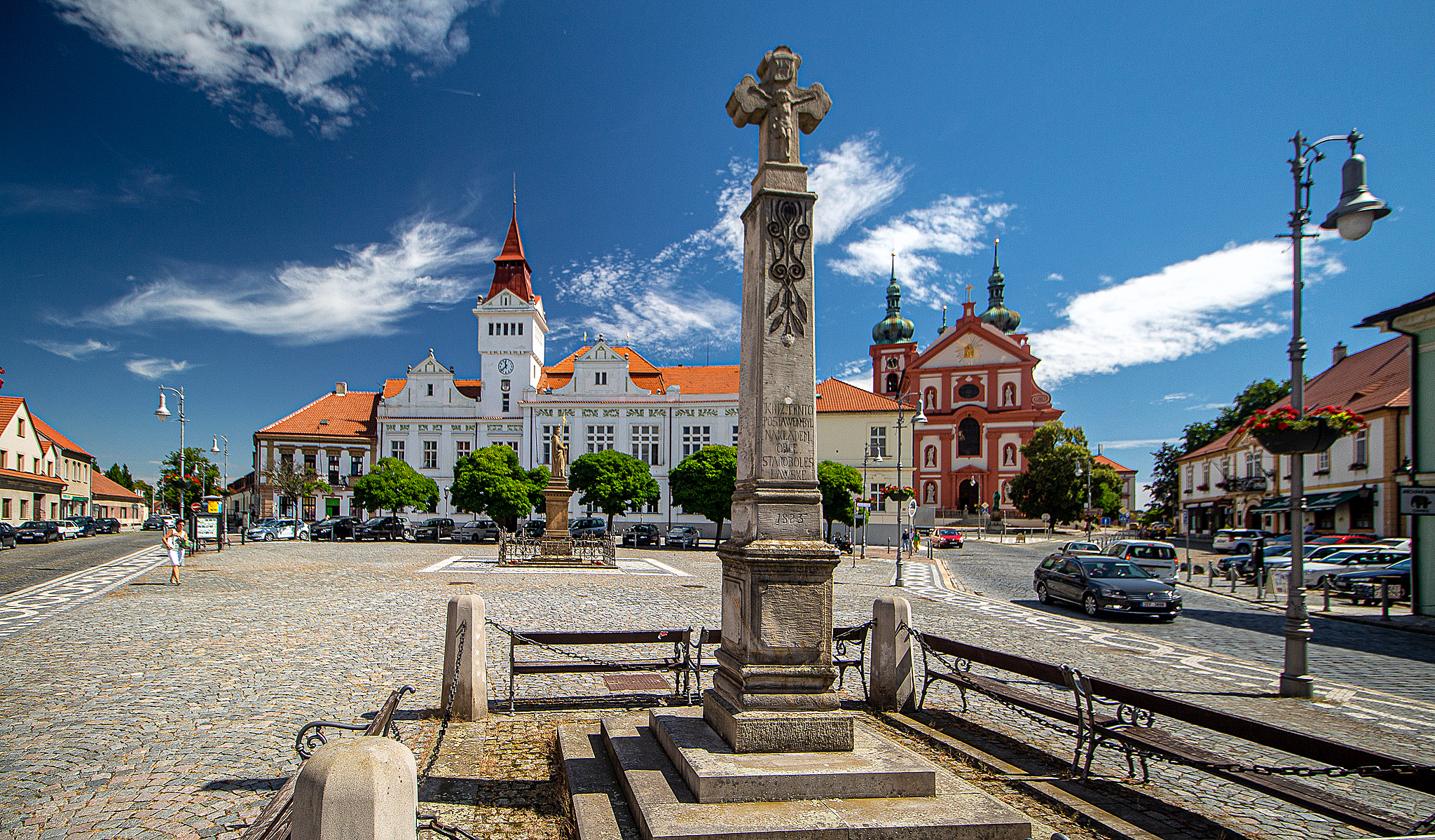
Mariánské náměstí s radnicí a sochou sv. Václava. V pozadí kostel Nanebevzetí Panny Marie.

Přemyslovské hradiště v těchto místech vzniklo na počátku 10. století, snad v době vlády Spytihněva I. (895–915) jako jeden ze strážních hradů původní Přemyslovské středočeské domény. Bylo založené na mírné pískovcové vyvýšenině v nivě poblíž soutoku řek Labe a Jizery.
S přemyslovským hradištěm v Levém Hradci je spojovala cesta zvaná Boleslavka. Leželo také na trase staré zemské stezky, později zvané Žitavská, v místech jejího významného brodu. Ze tří stran bylo chráněno srázem, rameny obou řek a bažinami a jediný přístup byl ze severovýchodu. Prostor hradiště se dělil na akropoli a předhradí a byl obehnán mohutnou hradbou s příkopem. Ta byla v průběhu 10. století nahrazena hradbou kamennou zděnou na maltu, nejstarší svého druhu v českých zemích, jejíž zbytky odhalil archeologický výzkum v devadesátých letech 20. století. Takto kvalitní opevnění u Čechách v této době nemělo obdoby. Zástavbu hradiště potom zřejmě tvořilo mimo jiné několik dvorců patřících knížeti a jeho družině. V 10. století tu stál minimálně jeden kostel zasvěcený sv. Kosmovi a Damiánovi. U jeho dveří byl ráno po výroční slavnosti patronů kostela tj. 28. září roku 935 (prameny uvádí též rok 929) svým bratrem Boleslavem zavražděn český svatý Václav. Jeho tělo zde potom několik let (legendy uvádějí tři roky) odpočívalo, než bylo přeneseno do pražské katedrály, kde se ve svatováclavské kapli nachází dodnes.

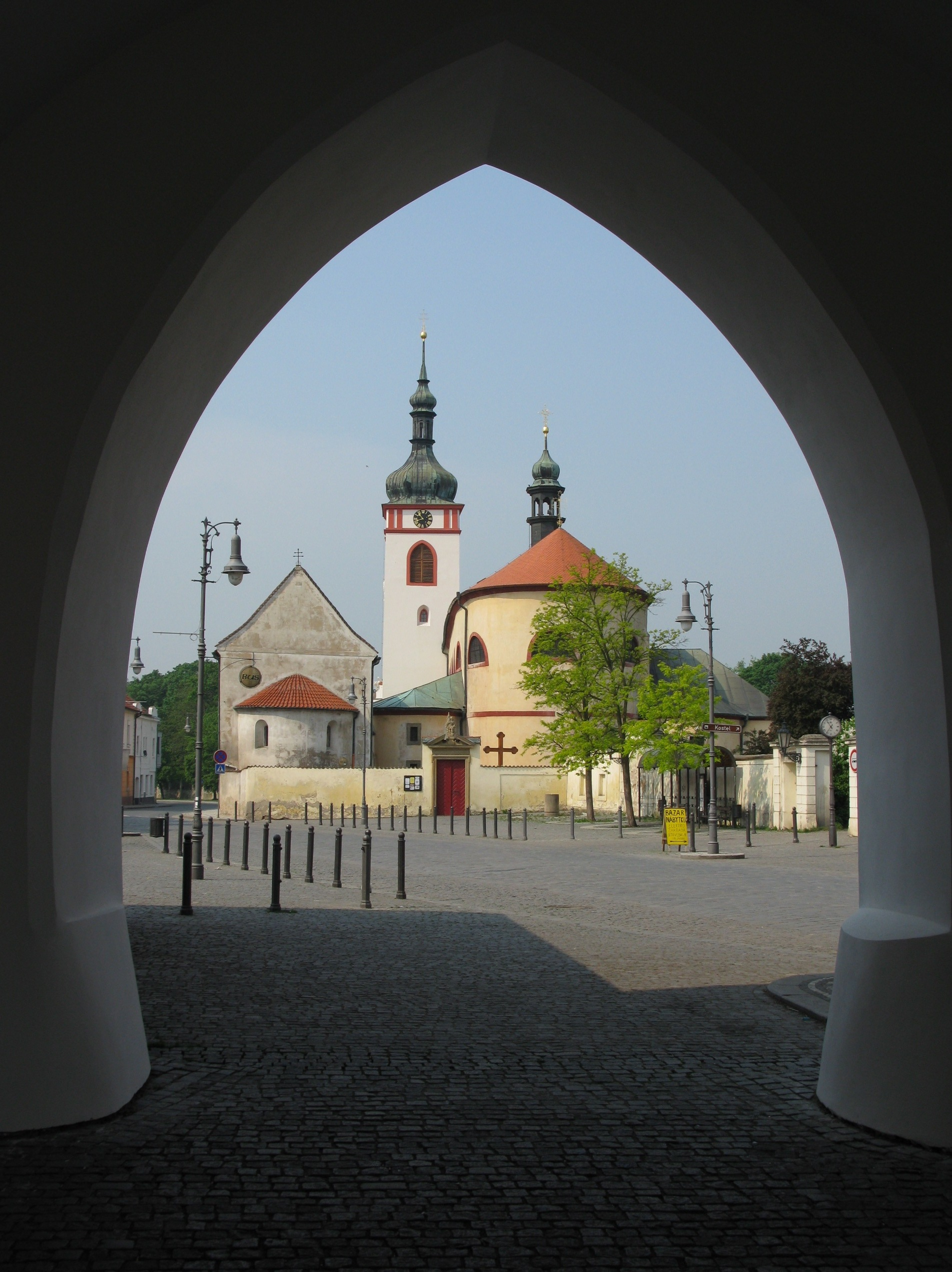
Pohled z brány na baziliku sv. Václava a kostel sv. Klementa. Zaniklý kostel neznámého zasvěcení je za bránou vlevo, jeho poloha je vyznačena ve dlažbě náměstí.

Po roce 1039 založil kníže Břetislav I. nad místem mučednické smrti svého předka románskou baziliku sv. Václava a při ní kolegiátní kapitulu sv. Kosmy a Damiána, nejstarší instituci svého druhu v českých zemích. Jejím úkolem bylo od počátku pečovat o poutní místo spojené s mučednickou smrti svatého Václava a šířit úctu k tomuto přednímu patronu českého národa. Později se stala také ochráncem milostného mariánského obrazu, uctívaného ve staroboleslavském chrámu Nanebevzetí Panny Marie, takzvaného Palladia země české. K založení kapituly se váže také listina připisovaná Břetislavu I. Ta je ovšem až pozdějšího data, vznikla na konci 12. nebo až v průběhu 13. století. Přesto může alespoň částečně odrážet poměry v době vzniku kapituly. Ta v ní od českého knížete obdržela řadu příjmů z vesnic nejen v okolí Boleslavi, ale také na Moravě. Zajímavá je mimo jiné i nejstarší zmínka o zpracování vína v Čechách – konkrétně o vinném lisu v obci Dřísy nedaleko Boleslavi. Od této doby klesal význam Boleslavi coby správního centra, rostl ovšem její význam kulturně-duchovní.
Nejpozději na konci 11. století vznikají na hradišti další dva kostely. Jeden z nich, neznámého zasvěcení (možná Panny Marie), byl objeven archeology na dnešním Václavském náměstí, kde je jeho půdorys vyznačen v dlažbě. Jednalo se o zděnou stavbu, která zanikla v období vrcholného středověku. Dalším je dodnes stojící kostel sv. Klementa, který měl možná staršího dřevěného předchůdce. Na jeho západní straně se nacházela původně tribuna spojená s významným objektem, palácem hradního správce či přímo knížete.
Ve 13. století zabírá kapitula sv. Kosmy a Damiána většinu původní hradní akropole, v prostoru předhradí, v okolí dnešního Mariánského náměstí, pak vzniká nevelké město. To vlastnil panovník, který jej roku 1262 zastavil pánům z Michalovic, pozdějším zakladatelům Brandýské tvrze.
V průběhu 14. století prošla gotickou přestavbou bazilika sv. Václava. V tomto období zaniká také kostel neznámého zasvěcení na akropoli. Jeho funkci možná přebral kostel Panny Marie na předhradí, předchůdce dnešního mariánského chrámu. Císař Karel IV., který Boleslav osobně několikrát navštívil, nechal postavit nové opevnění. To nahradilo dosud funkční hradbu z 10. století. Součástí fortifikace byly i dvě brány, z nichž jedna se dochovala v přestavěné podobě až dodnes.

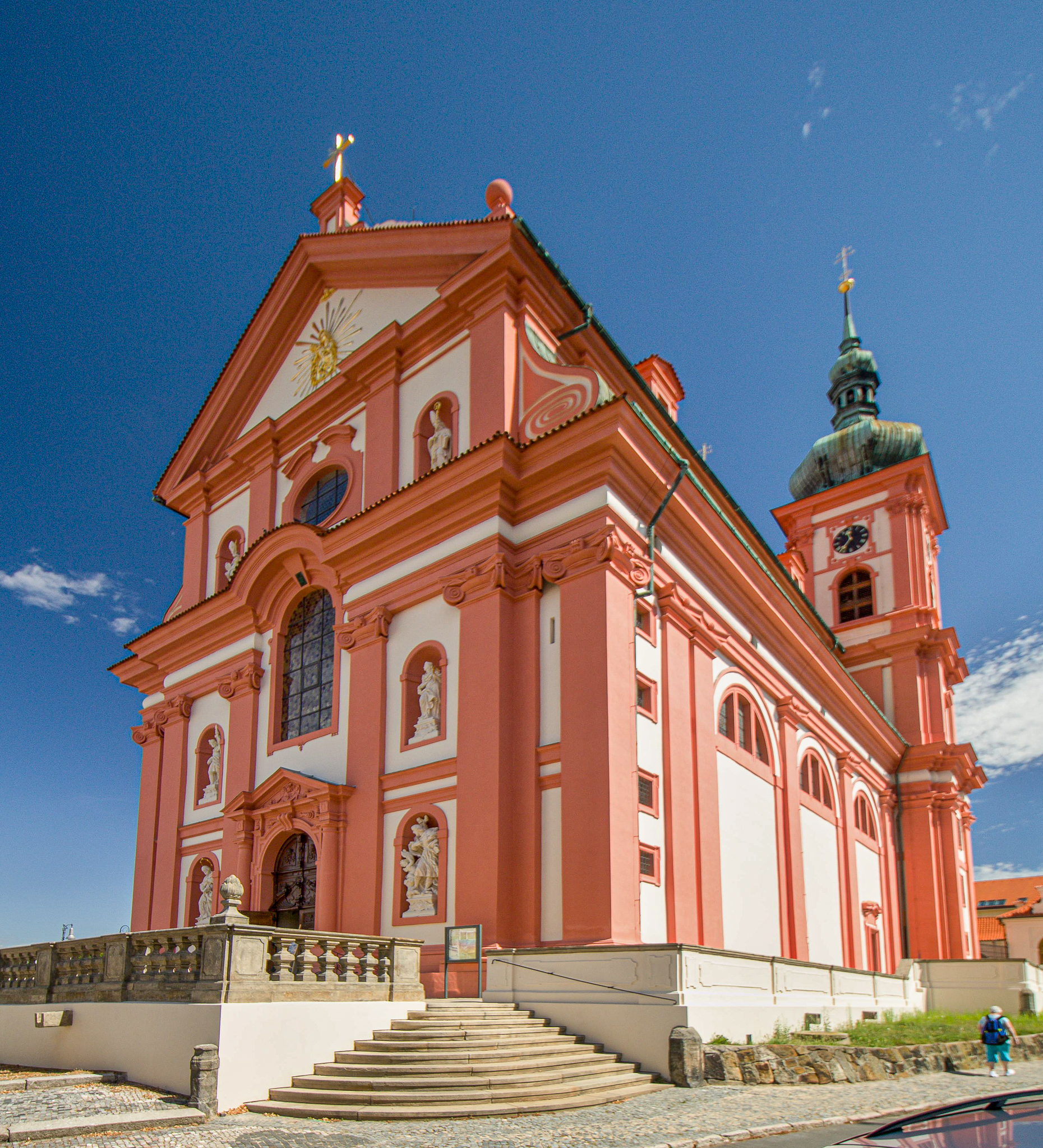
Kostel Nanebevzetí Panny Marie, západní průčelí

25. května 1420 navštívil ještě Boleslav císař Zikmund s chotí, avšak již o rok později kapitula uprchla do Žitavy a Boleslav je následně (1421) obsazena a zpustošena Husity. Ani ukončení bojů nepřinesl městu prosperitu. Kapitula se obnovovala jen velmi pomalu a památky chátraly. Po vymření rodu pánů z Michalovic v 15. století přešlo panství již se sídlem v Brandýse přes Tovačovské z Cimburka na Krajíře z Krajku, kteří je vlastnili až do císařské konfiskace roku 1547. Ti patřili k největším přívržencům Jednoty bratrské. Z 2. poloviny 16. století pochází také nejstarší zmínky o mariánských poutích, které podporovali jezuité. Vzhledem k stále většímu počtu katolických poutníků a růstu významu zdejšího reliéfu, který se roku 1609 stává celonárodní záštitou – Palladiem, došlo na počátku 17. století (nejpozději roku 1613) za podpory panovníka ke stavbě nového Mariánského kostela již v raně barokním duchu.

### Novověk
Za třicetileté války prošla městem opakovaně nepřátelská vojska a téměř ho zničila. Nejdříve obsadilo Boleslav saské vojsko během svého vpádu do Čech v roce 1632. Tehdy bylo odcizeno spolu s chrámovým pokladem také Palladium. To muselo být následně draze a náročně vykoupeno českou šlechtou a jeho slavnostního návratu v září roku 1638 se zúčastnil sám císař Ferdinand III. Již o rok později muselo být ovšem znovu ukryto do bezpečí, protože město obsadila švédská vojska, která ho zcela vydrancovala. Při jejich ústupu v lednu 1640 navíc vypukl požár, při němž se zřítila severní věž kostela sv. Václava. Po ukončení války mohl být definitivně navrácen také Mariánský reliéf.
Ze škod třicetileté války se město nevzpamatovala do poloviny 18. století, ještě v roce 1757 mělo pouhých 37 domů. Velký podíl přitom tvořily stavby církevní. Na druhou stranu se Boleslav stala českým nejvýznamnějším poutním místem, o které pečovali kromě kapituly také jezuité, kteří zde roku 1656 zřídili svou rezidenci. Tu užívali až do svého zrušení v roce 1773, kdy se z ní stala kasárna. Ke staroboleslavskému milostnému obrazu přicházeli nejen desítky tisíc poutníků z celých Čech, ale také Habsburští panovníci, počínaje Ferdinandem II. až po Marii Terezii. Nejčastěji navštěvoval paladium Leopold I. Císař Josef II. sice omezil působnost kapituly a poutě dočasně zakázal, po jeho smrti byly ovšem znovu obnoveny. Boje se městu nevyhnuly ani za války o rakouské dědictví. Jedna z menších bitev roku 1757 se odehrála přímo vedle kostela Panny Marie.

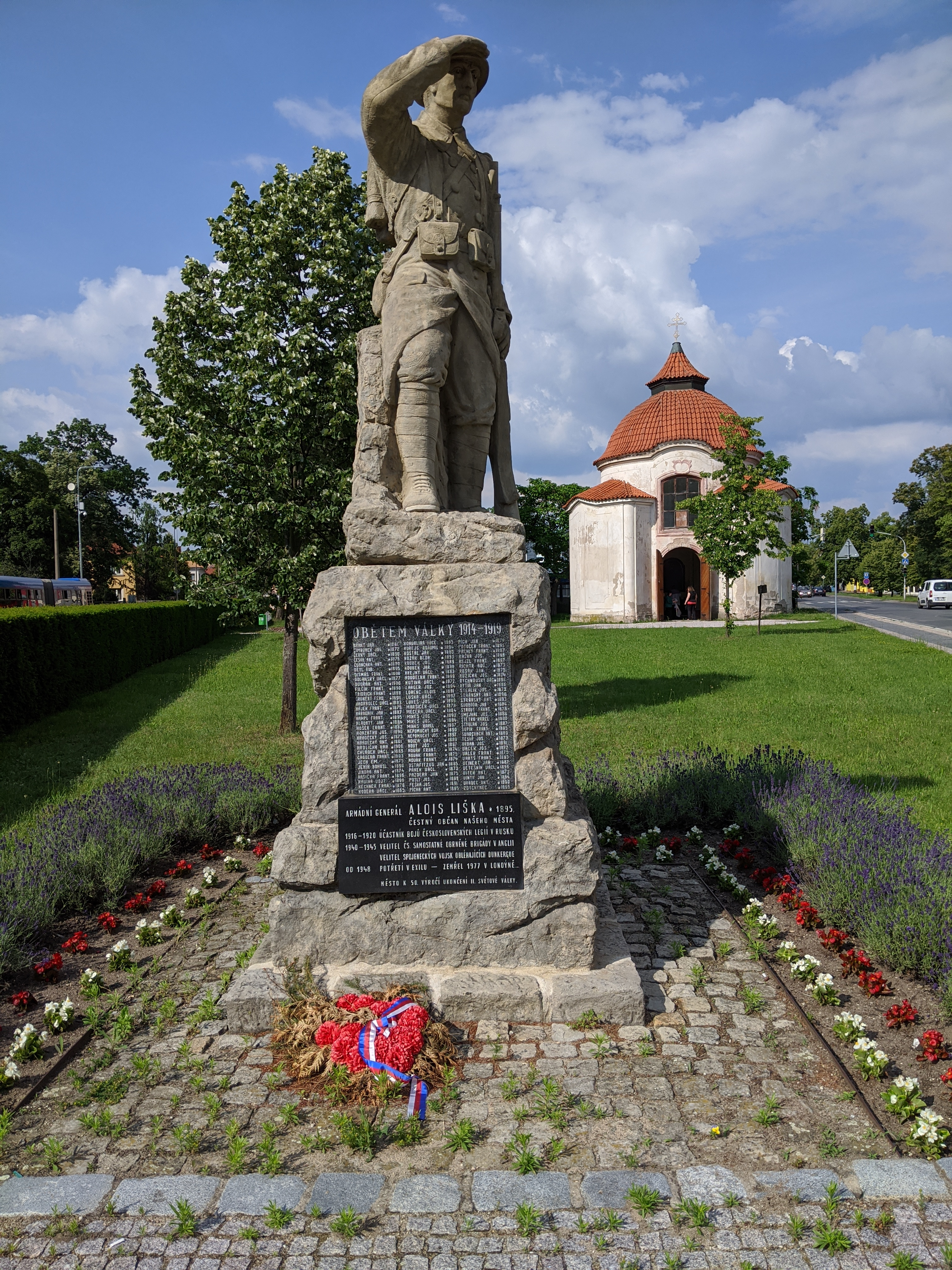
Pomník padlým v první světové válce

Rozvoj Boleslavi nastal díky Tereziánským reformám podle tzv. raabizace. Neúrodná písčitá, ale před vodou dobře chráněná území na východní straně města byla určena k nové výstavbě. Do roku 1833 vzniklo v nové obci zvané Písek (sloučen s Boleslaví roku 1930) již 71 nových domů a rozvoj dále pokračoval také směrem od centra podél hlavních silnic. V roce 1820 byl v okolí města objeven pramen s minerální vodou, který se stal základem lázní Houšťka. Dnes je tato oblast relaxačně sportovním centrem s atletickým střediskem. Roku 1841 byla nově upravena a vydlážděna veřejná prostranství a hlavní komunikace. Od roku 1873 prochází městem železnice na Ústí nad Labem. Dne 4. prosince 1848 obnovil císař František Josef I. obci právo čtyř výročních trhů a pravidelné páteční trhy, roku 1899 ji povýšil na město a roku 1910 byla na Mariánském náměstí nákladem obce postavena nová secesní radnice. Jejího otevření se osobně zúčastnil i pozdější následník trůnu a poslední český král blahoslavený Karel I., který v této době sloužil u místní vojenské posádky. V roce 1929 se ve městě konaly celonárodní oslavy Svatováclavského milénia – výročí 1000 let od jeho zavraždění, s účastí prezidenta Masaryka a biskupa Roncalliho (pozdějšího papeže Jana XXIII.).

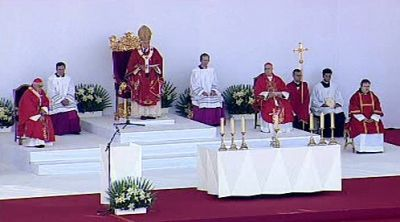
Benedikt XVI. při mši svaté ve Staré Boleslavi (28. 9. 2009)

V roce 1960 došlo ke sloučení města s Brandýsem nad Labem. Na popud místních občanů byl však místní název zahrnut do nového pojmenování obce a vznikl tak nejdelší název města v České republice. V rámci budování inženýrských sítí proběhly v historickém jádru v letech 1988–1997 rozsáhlé archeologické průzkumy. Po nich dostalo centrum svou dnešní podobu. V roce 2003 se každoroční poutní oslavy smrti sv. Václava pod názvem Národní svatováclavská pouť staly největší oficiální oslavou státního svátku 28. září Dne české státnosti. V roce 2009 při této příležitosti navštívil baziliku sv. Václava a následně celebroval bohoslužbu pro více než 50 000 věřících papež Benedikt XVI.
Přesně na den pět let po návštěvě svatého otce Benedikta XVI. byla v rámci Svatováclavské poutě v neděli 28. září 2014 provedena korunovace Palladia země České třemi korunkami, posvěcenými v Římě Svatým otcem Františkem I.
Devadesáté výročí "Svatováclavského milénia" a desáté výročí návštěvy Benedikta XVI. připomenul ve své homilii apoštolský nuncius arcibiskup Charles Daniel Balvo celebrující misii na "Národní svatováclavské pouti" v sobotu 28. září 2019. V předvečer oslav, v pátek 27. září, byla u chrámu sv. Václava odhalena busta papeže Benedikta XVI.

## Pamětihodnosti

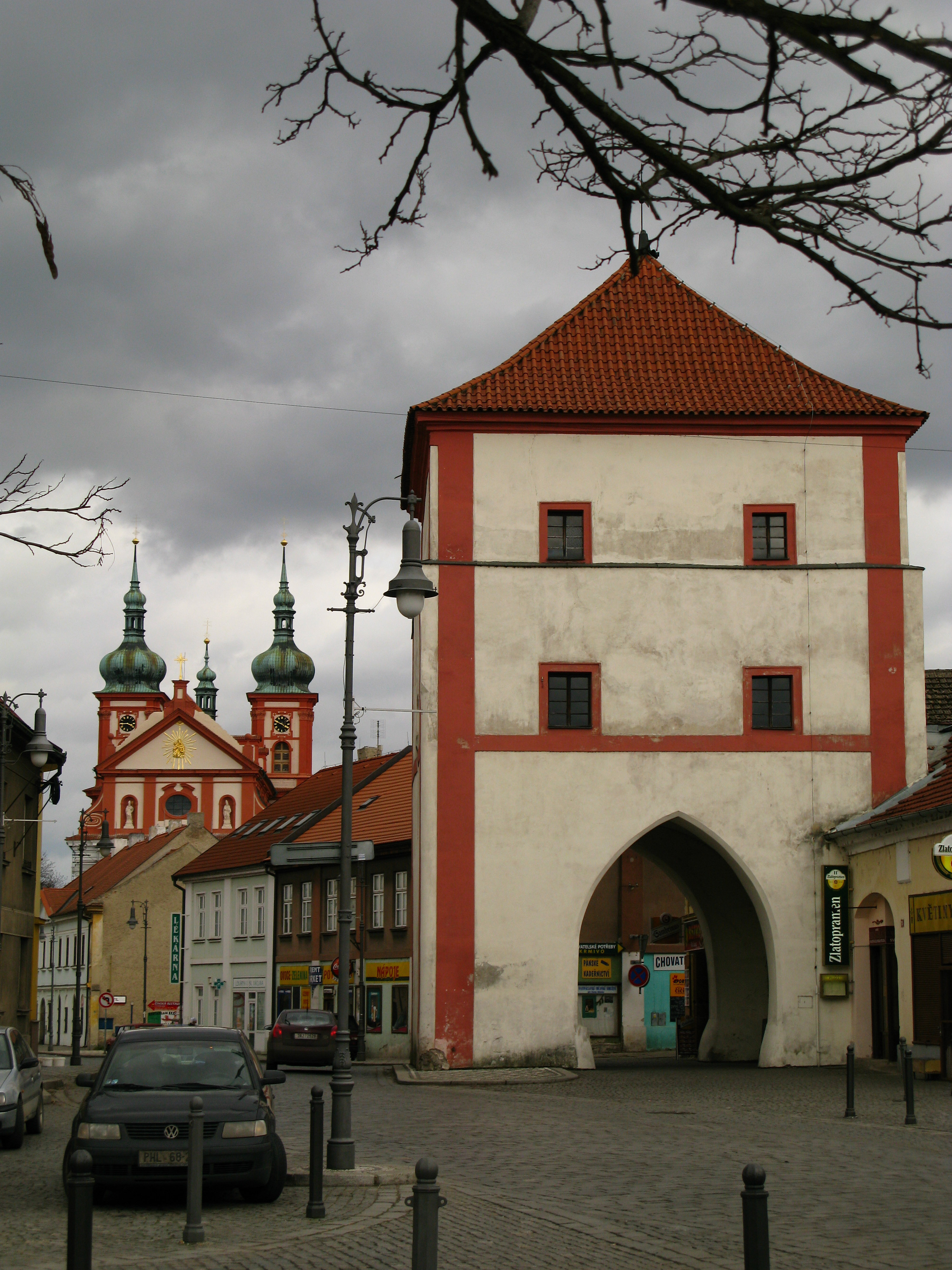
Městská brána, v pozadí kostel Nanebevzetí Panny Marie

V místech raně středověké hradní akropole, na Václavském náměstí, se nachází románská bazilika sv. Václava založená po roce 1039 knížetem Břetislavem I. s kryptou sv. Kosmy a Damiána v místech, kde byl podle tradice zavražděn sv. Václav a kde bylo jeho tělo několik let také uloženo. Vedle stojí románský kostel sv. Klementa s výjimečnými románskými malbami ze 3. čtvrtiny 12. století. Jedná se o nejstarší dochovaný cyklus nástěnných maleb v Čechách. Dalším významným poutním chrámem je raně barokní kostel Nanebevzetí Panny Marie postavený na počátku 17. století podle návrhu G. M. Fillipiho, ve kterém je uchováváno Palladium země české, milostný obraz Madony. Nedaleko Mariánského kostela se nachází kaple Blahoslaveného Podivena, postavená podle návrhu K.I. Dientzenhofera roku 1738 na místě, kde měl být Podiven, sluha (komorník) sv. Václava, umučen.
Městská brána je pozůstatkem středověkého opevnění z počátku 10. resp. 2. poloviny 14. století, které je jinak dochováno jen torzálně na severní straně města. Dále se zde nachází řada barokních budov: Jezuitská rezidence z 2. poloviny 17. století, budova proboštství z let 1728–1734 původně podle návrhu K.I. Dientzenhofera či budova kapitulního děkanství z let 1710–1712. Na Mariánském náměstí se nachází secesní budova radnice z roku 1910. Kostely sv. Václava a Nanebevzetí Panny Marie jsou národními kulturními památkami.
Na Náměstí sv. Václava, nedaleko městské brány, návazně na svatováclavský areál funguje od roku 2015 prostorná zahradní restaurace, nejen pro poutníky, s možností parkování automobilů návštěvníků za barokní vjezdovou branou.

### Poutní cesta z Prahy
V roce 1674 nechali jezuité postavit, za finanční pomoci šlechtických rodů i prelátů, podél poutní cesty vedoucí z Prahy do Staré Boleslavi 44 kapliček. Počet kaplí přitom odpovídal invokacím loretánské litanie. V horní části každé kaple byly vymalovány poutní mariánské obrazy a sochy uctívané v Čechách, na Moravě a ve Slezsku, dole pak byly umístěny výjevy ze života sv. Václava. Jednalo se o nejrozsáhlejší svatováclavský cyklus vůbec. Na poslední kapličce byl namalován rodokmen císaře Leopolda I. jako potomka knížete sv. Václava po přeslici. Výzdobu kaplí z nichž se dochovala jen část můžeme dnes rekonstruovat na základě knihy Jana Tannera Svatá cesta z Prahy do Staré Boleslavi vydané roku 1692.

## Obyvatelstvo
| Rok      | 1843  | 1921  | 1930  | 1947  | 1950  | 1991  |
| -------- | ----- | ----- | ----- | ----- | ----- | ----- |
| Obyvatel | 1 572 | 3 872 | 4 322 | 4 744 | 4 959 | 4 716 |